# Hren
Hren (lat. Armoracia) je biljni rod iz porodice krstašica, poznat po svome ljutom korijenu. Domovina mu je jugoistočna Europa i zapadna Azija, a pripadaju mu tri vrste. Ime hrena, Armoracia, poznato je još u zapisima Teofrasta.
Hren je trajnica koja će niknuti čak i ako je ostao tek komadić korijena (podanka) u zemlji. Stabljika je uspravna, i u gornjem dijelu razgranata. Listovi su veliki, nazubljenih i valovitih rubova. Maleni cvjetovi skupljeni su u grozdaste cvatove, veličine 5 - 7 milimetara, a sastoje se od četiri lapa i vjenčića od 4 latice. Plod je okrugla komuška promjera oko 5 mm, sa sjemenkama.
Osim što se korijen koristi kao začin i dodatak mesu, hren je i ljekovit; prirodni je antibiotik s jakim antibakterijskim djelovanjem. Potiče rad žuči, jetre, gušterače, crijeva i želuca. Koristi se kao lijek protiv artritisa, kašlja i reume, ali na koži može izazvati plikove i opekline, proljev, znojenje, te krvarenje u bubrezima. No, također je i lijek protiv akni.

## Sastav
Svi dijelovi biljke sadrže esencijalno ulje oštrog specifičnog mirisa i okusa.
Sok svježeg korijena sadrži proteinsku tvar lizozim, koja djeluje antimikrobno,te askorbinsku kiselinu (0,25%), tiamin, riboflavin, karoten, masno ulje, škrob, ugljikohidrate (74%), smolaste tvari .
Listovi sadrže askorbinsku kiselinu (0,35%), karoten, alkaloide ; sjeme sadrži masno ulje i alkaloide.
Korijen hrena sadrži puno mineralnih soli ( kalij, kalcij, magnezij, željezo, bakar, fosfor, sumpor itd.). Prinos esencijalnog ulja iz korijena nakon fermentacije je 0,05%. Uz to, esencijalno ulje sadrži ulja feniletil i fenilpropil gorušice. 
Biljka također sadrži peroksidazu hrena , enzim koji se široko koristi u molekularnoj biologiji. 

## Vrste
1. Armoracia macrocarpa
2. Armoracia rusticana
3. Armoracia sisymbrioides